# 奧爾布賴特鎮區 (北卡羅萊納州查塔姆縣)
奧爾布賴特鎮區（英語：Albright Township）是位於美國北卡羅萊納州查塔姆縣的一個鎮區。

## 地方資料
奧爾布賴特鎮區的面積為136.23平方千米，皆為陸地。根據2020年美國人口普查的數據，當地共有人口3046人，而人口密度為每平方千米22.36人。